# Silvano Maria Tomasi
Silvano Maria Tomasi (Casoni di Mussolente, 12 ottobre 1940) è un cardinale e arcivescovo cattolico italiano.

## Biografia
Silvano Maria Tomasi è nato il 12 ottobre 1940 a Casoni, frazione di Mussolente, in provincia di Vicenza e diocesi di Treviso.

### Formazione e ministero sacerdotale
Ha compiuto gli studi in Italia, frequentando poi i corsi di teologia a New York; ha conseguito una laurea in scienze sociali e un dottorato in sociologia presso la Fordham University.
Ventiquattrenne, ha ricevuto l'ordinazione sacerdotale il 31 maggio 1965, nella Congregazione dei Missionari di San Carlo, per imposizione delle mani di monsignor Joseph Maria Pernicone, vescovo titolare di Adrianopoli di Onoriade ed ausiliare di New York.
Il 27 giugno 1989 è stato nominato segretario del Pontificio consiglio della pastorale per i migranti e gli itineranti, ricoprendo tale incarico fino alla promozione all'episcopato.

### Servizio diplomatico ed episcopato
Il 27 giugno 1996 papa Giovanni Paolo II lo ha nominato, cinquantacinquenne, nunzio apostolico in Etiopia ed Eritrea nonché delegato apostolico a Gibuti, succedendo in tutti gli incarichi a monsignor Patrick Coveney, trasferito a capo delle nunziature dell'Oceano Pacifico; contestualmente gli è stata assegnata la sede titolare di Cercina con dignità di arcivescovo titolare, a titolo personale. Ha ricevuto la consacrazione episcopale il successivo 17 agosto, nella chiesa di San Rocco a Mussolente, per imposizione delle mani di Angelo Sodano, cardinale Segretario di Stato di Sua Santità, assistito dai co-consacranti monsignori Giovanni Cheli, arcivescovo titolare di Santa Giusta e presidente del Pontificio consiglio della pastorale per i migranti e gli itineranti nonché futuro cardinale, e Paolo Magnani, vescovo di Treviso.
Il 24 aprile 1999 è stato trasferito alla sede titolare di Asolo, sempre con la dignità di arcivescovo a titolo personale. Il 23 dicembre 2000, quando la delegazione apostolica è stata elevata a nunziatura, è stato nominato primo nunzio apostolico a Gibuti.
Il 10 giugno 2003 papa Wojtyła lo ha nominato osservatore permanente della Santa Sede presso le Ufficio delle Nazioni Unite ed Istituzioni specializzate a Ginevra e l'Organizzazione mondiale del commercio; è succeduto a monsignor Diarmuid Martin, nominato arcivescovo coadiutore di Dublino il 3 maggio precedente.
Nel 2011 è stato anche nominato primo rappresentante della Santa Sede presso l'Organizzazione internazionale per le migrazioni; nel corso dello stesso anno ha espresso preoccupazione per gli attacchi nei confronti di chi non sostiene l'attività sessuale fra persone dello stesso sesso.
Il 13 febbraio 2016 gli è succeduto negli incarichi monsignor Ivan Jurkovič, arcivescovo titolare di Corbavia e fino ad allora nunzio apostolico nella Federazione Russa ed in Uzbekistan; dal 9 aprile seguente ha ricoperto l'incarico di segretario delegato del Pontificio consiglio della giustizia e della pace, fino alla soppressione dello stesso per accorpamento al Dicastero per il servizio dello sviluppo umano integrale.

### Cardinalato
Il 25 ottobre 2020, durante l'Angelus, papa Francesco ha annunciato la sua creazione a cardinale nel concistoro del 28 novembre seguente. Avendo compiuto ottant'anni due settimane prima dell'annuncio, non ha il diritto di entrare in conclave e di essere membro dei dicasteri della Curia romana, in conformità all'art. II § 1-2 del motu proprio Ingravescentem Aetatem.
Il 1º novembre successivo lo stesso papa lo ha nominato delegato speciale presso il Sovrano Militare Ordine di Malta; è succeduto al dimissionario cardinale Giovanni Angelo Becciu ed è restato in carica fino al 3 maggio 2023.
Il 23 gennaio 2021 ha preso possesso della diaconia di San Nicola in Carcere.

## Genealogia episcopale e successione apostolica
La genealogia episcopale è:
- Cardinale Scipione Rebiba
- Cardinale Giulio Antonio Santori
- Cardinale Girolamo Bernerio, O.P.
- Arcivescovo Galeazzo Sanvitale
- Cardinale Ludovico Ludovisi
- Cardinale Luigi Caetani
- Cardinale Ulderico Carpegna
- Cardinale Paluzzo Paluzzi Altieri degli Albertoni
- Papa Benedetto XIII
- Papa Benedetto XIV
- Papa Clemente XIII
- Cardinale Marcantonio Colonna
- Cardinale Giacinto Sigismondo Gerdil, B.
- Cardinale Giulio Maria della Somaglia
- Cardinale Carlo Odescalchi, S.I.
- Vescovo Eugène de Mazenod, O.M.I.
- Cardinale Joseph Hippolyte Guibert, O.M.I.
- Cardinale François-Marie-Benjamin Richard
- Cardinale Pietro Gasparri
- Cardinale Clemente Micara
- Cardinale Antonio Samorè
- Cardinale Angelo Sodano
- Cardinale Silvano Maria Tomasi, C.S.

La successione apostolica è:
- Vescovo Giorgio Bertin, O.F.M. (2001)